# ジニキーウ連隊

連隊の紋章。聖母マリアを表す星と希望を表す十字架に三日月。

ジニキーウ連隊（ウクライナ語：Зіньківський полк）は、17世紀に左岸ウクライナに位置したコサックの連隊の一つ。コサック国家の軍事・行政単位。ジニキーウ連隊区とも。連隊庁所在地はジニキーウ町（1661年－1667年）。連隊名はこの町名に由来する。12の百人隊で構成された。1661年にハーデャチ連隊の廃止により創立されたが、1671年に行政改革によってハーデャチ連隊に改名された。